# Nukuoro
Nukuoro è un atollo delle Isole Caroline. Amministrativamente è una municipalità del distretto delle isole esterne di Pohnpei, nello Stato di Pohnpei, uno degli Stati micronesiani. Fa parte della Polinesia periferica.

## Geografia fisica
L'atollo è composto da circa 40 isolette e ha una superficie di 40 km², compresa la laguna interna (la sola terra emersa misura 1,7 km²). La laguna ha un diametro di 6 km.

## Popolazione
La popolazione è di circa 375 persone (stima del 2008), le cui principali attività economiche sono la pesca e la coltivazione di taro e cocco. Recentemente è stata introdotta nell'atollo la coltivazione di ostriche con perle nere, attività che genera ulteriori introiti per la popolazione locale. L'attività turistica è inesistente, eccezion fatta per i passeggeri di occasionali yacht di passaggio.
Le lingue parlate sono il nukuoro, una lingua oceanica, e l'inglese.

## Infrastrutture e trasporti
Nukuoro non è dotata di piste d'atterraggio per velivoli e l'unico collegamento pubblico con le isole circostanti è un'imbarcazione che transita però con ridotta frequenza.
Sull'atollo è presente una piccola scuola con quattro aule, ma i ragazzi sopra i 14 anni devono recarsi a Pohnpei per frequentare le scuole superiori.